# Der große Rudolph
Der große Rudolph (Arbeitstitel: Ich und R) ist eine Filmsatire von Alexander Adolph aus dem Jahr 2018 mit Thomas Schmauser in der Rolle des Münchner Modedesigners Rudolph Moshammer und Hannelore Elsner als dessen Mutter Else. Die Premiere erfolgte am 30. Juni 2018 im Rahmen des Filmfests München in der Reihe Neues Deutsches Fernsehen, die Produktion wurde am 19. September 2018 im Ersten gezeigt. Die Erstausstrahlung im ORF war am 14. September 2019.

## Handlung
Die Gesellschaftssatire erzählt eine fiktive Geschichte rund um den 2005 ermordeten Münchner Modedesigner Rudolph Moshammer. In den 1980er-Jahren ist er ein prominenter Modedesigner und betreibt ein Geschäft in der Münchner Maximilianstraße. Seine Finanziers und Investoren, darunter Gerdi und Toni, interessieren sich allerdings weniger für seine Bekanntheit als vielmehr für das Geld und wollen höhere Profite aus seinem Unternehmen ziehen. Sein Geschäft soll auch den Geld- und Hochadel als Kunden gewinnen, etwa den extravaganten Konstantin Graf Antzenberg, genannt „Dudu“.
Moshammer sucht daher für den Verkauf eine attraktive und verführerische junge Frau, zum Entsetzen von Mama Else. Er findet diese in der Fußpflegerin Evi aus Augsburg, die zwar auf den ersten Blick nicht besonders auffällt und auch etwas ungeschickt ist, aber von Moshammer zu einer aufregenden Frau umgestylt wird. Und tatsächlich erteilt Graf Antzenberg mit Evis Unterstützung Moshammer einen Großauftrag. In der Folge weiht Moshammer Evi in einige seiner Erfolgsgeheimnisse ein und zeigt ihr, dass man vor allem die Phantasie der Menschen anregen muss und das richtige Image verbreiten, als Ausgangsbasis seiner Kreationen verwendet er teils Kaufhausware, die er aber leicht verändert mit dem richtigen Ruf von chic für erhebliches Geld an seine Kunden verkaufen kann, auch weil es eben Kreationen von Moshammer sind.
Mama Else meint inzwischen, dass man die Reichen und vor allem den Adel beeindruckt, indem man auch soziales Engagement nach außen zeigt. Moshammer hilft tatsächlich den Obdachlosen, da er an seine eigene teils sehr arme und von Obdachlosigkeit bedrohte Jugend denkt, möchte das aber im Stillen tun. Mama Else verabredet sich mit einem Fernsehreporter und macht Rudolphs soziales Engagement gegen seinen Willen publik, um dieses medial auszuwerten und die Sympathie der Öffentlichkeit zu gewinnen. Er soll in seinem Laden und vor laufender Kamera Wolldecken an die Obdachlosen verteilen, was sich zwar faktisch zum Desaster entwickelt, da die Decken nicht rechtzeitig besorgt werden können und er so weitgehend leere Päckchen verschenkt, aber die gewünschten Fernsehbilder entstehen und tatsächlich geht Mama Elses Rechnung auf, Moshammers Beliebtheit steigt.
Evi wird immer wieder sehr von Moshammer bevorzugt, dann aber – durch Mama Elses Einfluss, die Evi von Anfang an nicht mochte – auch wieder brüskiert und glaubt schon, entlassen zu sein, aber Moshammer findet sie und holt sie zurück. Mama Else aber mag Evi nach wie vor nicht und beginnt im Hintergrund Intrigen zu schmieden, etwa indem sie ihr den Diebstahl einer teuren Uhr anlastet. Moshammer, zwischen den Aussagen seiner Mutter und der von Evi hin- und hergerissen, entscheidet sich, als man auf dem Weg zur Verlobungsfeier von „Dudu“ Antzenberg in seinem Schloss ist, Evi wegen des Diebstahlsverdachtes nicht mitzunehmen und setzt diese an der nächstgelegenen Bushaltestelle mit seinem Rolls-Royce ab. Sie ist zunächst ratlos und enttäuscht, beschließt aber dann, sich alleine Einlass zur Party zu verschaffen, da sie als Begleitung Moshammer auf der Gästeliste steht. Dort betrinkt sie sich, wird vom Bruder des Gastgebers auf die Tanzfläche gezogen und erbricht sich letztlich auf das Kleid und ins Gesicht von Dudus Verlobter, die sie obendrein zu Unrecht verdächtigt, dessen heimliche Freundin zu sein.
Moshammer hat zwar durchschaut, dass der Uhrendiebstahl von Mama Else fingiert wurde, dennoch sehen sich Evi und Moshammer nicht mehr wieder. Er macht weiter als Modezar erfolgreich in der Society Furore, sie schickt ihm das aufwändige Ballkleid zurück, packt ihre Koffer und verlässt die Stadt, am Ende ist sie am Fenster eines D-Zuges zu sehen. Aus dem Off erfährt man, dass ihre Zeit bei Moshammer zwar nur zwei Wochen gedauert hat, es hat sie aber sehr verändert und selbstbewusster gemacht und sie beschließt, ihr Fachabitur nachzumachen. Sie wollte ihm mehrfach schreiben, hat es aber nie zu Ende gebracht. In der Schlussszene sieht man auch ihn, wie er ein Blatt Papier aus einer Schreibmaschine zieht und wegwirft.

## Produktion und Hintergrund
Die Dreharbeiten fanden vom 24. Juli bis zum 25. August 2017 in München und Prag statt. Produziert wurde der Film von der deutschen Producers at Work, Koproduzent war die tschechische Wilma Film s.r.o., beteiligt waren ARD Degeto, der Bayerische, der Österreichische und der Westdeutsche Rundfunk.
Für das Kostümbild zeichnete Martina Müller verantwortlich, für den Ton Tomáš Bělohradský und für das Szenenbild Jana Karen.
Der Moshammer-Chauffeur wurde von Pavel Trávníček (Drei Haselnüsse für Aschenbrödel) dargestellt, Dirk von Lowtzow von Tocotronic hatte einen Cameoauftritt im Film.
Anlässlich der Erstausstrahlung des Filmes zeigte der Bayerische Rundfunk am 17. September 2018 eine Dokumentation von Stefanie Illinger in der Reihe Lebenslinien mit dem Titel Rudolph Moshammer – was vom Traum geblieben ist.

## Rezeption
Rainer Tittelbach von tittelbach.tv befand, dass Alexander Adolph ein Zeitgeist-nahes Psychogramm seines Helden entwickelt, indem er das Wesen des Jahrzehnts eines obszönen Kapitalismus in der Geschichte und dem klug reduzierten Personal spiegeln lässt. Der Film sei eine fein ziselierte, köstlich gespielte, wunderbar wendungsreiche Gesellschafts-Satire geworden in der Tradition von Dieter Wedel und Helmut Dietl.
Sven Hauberg meinte in der Heilbronner Stimme, dass Hauptdarsteller Thomas Schmauser fast perfekt Moshammers exaltierten Duktus und seine seltsam gepresste Art zu sprechen imitiere, trotzdem verkomme Moshammer nicht zur Karikatur. Hinter der Inszenierung einer Inszenierung schimmere immer auch das menschliche Drama hervor, das Moshammers Leben war. Der Film wolle vor allem Sittenbild einer Gesellschaft sein, in der Roberto Blanco, Thomas Gottschalk und Michael Schanze noch deutsche Weltstars waren. So bissig wie Kir Royal sei dieser Film allerdings nicht.
Michael Hanfeld schrieb in einer FAZ-Rezension, der Film sei „eine melancholische Hommage und feine Satire, wie man sie selten sieht.“
In Deutschland sahen 4,11 Millionen Menschen den Film bei Erstausstrahlung; die Einschaltquote betrug 14,6 Prozent.

## Auszeichnungen und Nominierungen
Hessischer Fernsehpreis 2018

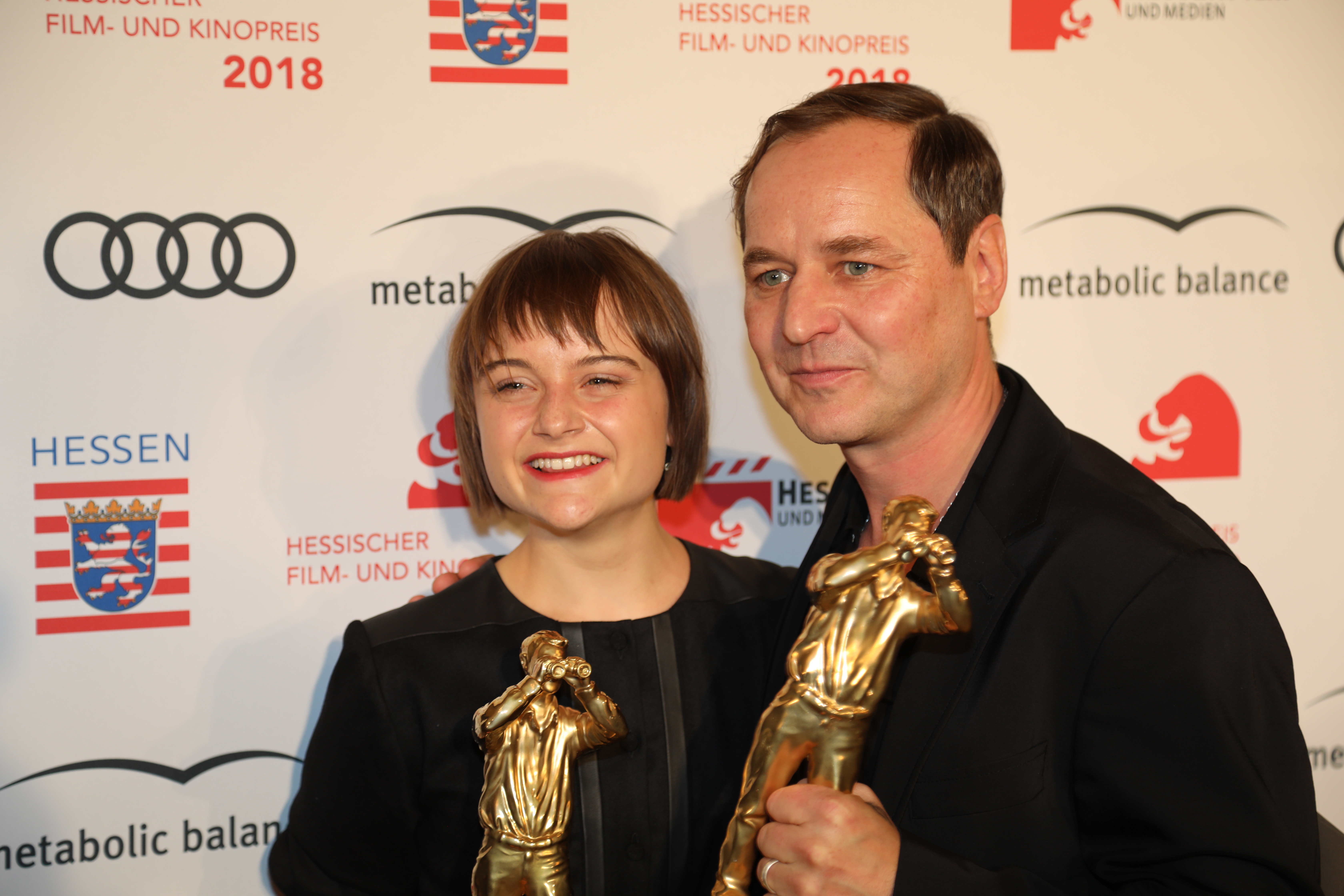
Die Preisträger des Hessischen Fernsehpreises 2018

- Auszeichnung in der Kategorie Beste Darstellerin (Lena Urzendowsky)
- Auszeichnung in der Kategorie Bester Darsteller (Thomas Schmauser)[14]

Deutscher Fernsehpreis 2019
- Nominierung in der Kategorie Beste Schauspieler (Thomas Schmauser)
- Auszeichnung in der Kategorie Beste Ausstattung (Martina Müller, Kostümbild und Jana Karen, Szenenbild)

Deutscher Schauspielpreis 2019
- Nominierung in der Kategorie Schauspieler in einer komödiantischen Rolle (Thomas Schmauser)
- Auszeichnung in der Kategorie Nachwuchs (Lena Urzendowsky)

Deutsche Akademie für Fernsehen – Fernsehpreis 2019
- Auszeichnung in der Kategorie Schauspieler – Hauptrolle (Thomas Schmauser)[18]
- Auszeichnung in der Kategorie Schauspielerin – Nebenrolle (Lena Urzendowsky)
- Nominierung in der Kategorie Schauspielerin – Nebenrolle (Irina Wanka)
- Nominierung in der Kategorie Drehbuch (Alexander Adolph)
- Nominierung in der Kategorie Casting (Franziska Aigner)